# Bahnhof Pjöngjang
Der Bahnhof Pjöngjang ist der zentrale Bahnhof der nordkoreanischen Hauptstadt Pjöngjang. Er befindet sich in der Sosong-Straße im Innenstadtbezirk Chung-guyŏk.

## Geschichte
Das ursprünglich 1906 im Korea unter japanischer Herrschaft mit Staatsmitteln erbaute zweistöckige Bahnhofsgebäude aus rotem Backstein wurde im Koreakrieg zerstört und 1953 wieder aufgebaut.
Auf dem Dach des Gebäudes befinden sich Schriftzüge mit den Texten „Es lebe der große Führer, Genosse Kim Jong-un!“ und „Es lebe die ruhmreiche Partei der Arbeit Koreas!“

## Verkehrsanbindung
Der Bahnhof ist Ausgangspunkt der Bahnstrecken P’yŏngbu, P’yŏngnam, Pyongna und P’yŏngŭi. Die P’yŏngŭi-Linie führt nach Sinŭiju, die P’yŏngbu-Linie verläuft theoretisch durch Seoul bis nach Busan, der letzte Stopp ist jedoch vor der demilitarisierten Zone in Kaesŏng. Die P’yŏngnam-Linie von Pjöngjang nach Namp’o wird ebenfalls vom Bahnhof Pjöngjang aus befahren. Außerdem bietet der Bahnhof über den U-Bahnhof Yŏnggwang Anschluss an die Metro Pjöngjang. Dazu gibt es noch eine Haltestelle des Oberleitungsbus Pjöngjang und der Straßenbahn Pjöngjang. Es ist neuerdings auch möglich ein Taxi zu nehmen.
In nördlicher Richtung befindet sich der Bahnhof Sop’yŏngyang (bzw. Pjöngjang West) sowie den Bahnhof Pot’onggang, während man in südlicher Richtung den Bahnhof Taedonggang erreicht.